# Freiland bei Deutschlandsberg
Freiland bei Deutschlandsberg là một đô thị thuộc huyện Deutschlandsberg thuộc bang Steiermark, nước Áo. Đô thị Freiland bei Deutschlandsberg có diện tích 10,27 km², dân số thời điểm năm 2005 là 140 người.